# التذكرة (فلم)
التذكرة (بالإنجليزية: The Ticket) هو فيلم دراما أمريكي من إخراج إيدو فلوك سنة 2016، وبطولة كل من مالين أكرمان ودان ستيفنز وأوليفر بلات وآخرين.
تم عرض الفيلم للمرة الأولى في مهرجان تريبيكا السينمائي بتاريخ 16 أبريل 2016.

## القصة
تدور أحداث الفيلم حول رجل أعمى يستعيد بصره، ولكنه يصبح ضرير البصيرة بسبب هوسه بالأمور الظاهرية السطحية.

## روابط خارجية
مقالات تستعمل روابط فنية بلا صلة مع ويكي بيانات